# Muhàmmad ibn Abd-Al·lah al-Aixjaí
Muhàmmad ibn Abd-Al·lah al-Aixjaí   (segle VIII - valor desconegut)(àrab: محمد بن عبد الله الأشجعي, Muḥammad b. ʿAbd Allāh al-Axjaʿī) fou valí de l'Àndalus (730).
Va ser nomenat valí pel califa omeia Hixam ibn Abd-al-Màlik amb l'única missió de destituir el seu antecessor, al-Hàytham ibn Ubayd al-Kinaní, a causa de la seua política contrària als àrabs iemenites de l'Àndalus, i nomenar com a nou valí Abd-ar-Rahman al-Ghafiqí.
Després de deu mesos en el càrrec, el predecessor de Mahoma, al-Haytham, es va enfrontar a un intent de "cop d'estat" a principis del 730. Va arrestar els conspiradors, però els seus els familiars al seu torn es van queixar de la seva duresa davant el seu superior, el governador d'Ifriqiya. Segons la Crònica del 754, la font més antiga, al-Haytham va ser arrestat i portat a Ifriqiya, però perquè el seu substitut previst, al- Qhafiqi, no es va poder trobar, Muhammad va ser nomenat per substituir-lo. El seu nomenament formal va tenir lloc, segons la Crònica, un mes després que al-Haytham fos destituït.
Segons la Chronica Prophetica, escrita l'any 883, només va governar durant un mes. Al-Maqqari, una font molt tardana , posa el seu mandat entre març i maig del 731, un any més tard del que indiquen les cròniques anteriors, però just abans de la data generalment acceptada per a la presa del càrrec finalment al-Ghafiqi.